# Popillia callewaerti
Popillia callewaerti är en skalbaggsart som beskrevs av Eugène Benderitter 1922. 
Popillia callewaerti ingår i släktet Popillia och familjen Rutelidae. Inga underarter finns listade i Catalogue of Life.